# QQ Девы
QQ Девы (лат. QQ Virginis) — одиночная переменная звезда в созвездии Девы на расстоянии приблизительно 2810 световых лет (около 862 парсек) от Солнца. Звёздная величина диапазона синего (B) звезды — от +13,5m до +13,45m.
Открыта Роберто Силвотти и др. в 2002 году***.

## Характеристики
QQ Девы — бело-голубой, очень быстро пульсирующий горячий субкарлик, переменная звезда типа V361 Гидры (RPHS) спектрального класса sdBV, или sdOB. Масса — около 0,5 солнечной, радиус — около 0,145 солнечного, светимость — около 28,3 солнечной. Эффективная температура — около 34800 K.